# Прикарпатський фаховий коледж лісового господарства та туризму
Прикарпатський фаховий коледж лісового господарства та туризму- фаховий коледж.

## Історія закладу

#### Передумови створення
Політичні і економічні умови того часу зумовили появу відповідного навчального закладу. Друга половина 19 століття для Галицького лісівництва була переломним моментом. Почалася торгівля деревом. У 1847 році було прокладено залізницю до Кракова, у 1958 році вона була продовжена до Перемишля, у 1874 — до Стрия і далі на Угорщину. В 1865 році виникли можливості для продажу дерева у Прусію. В цій ситуації з'явилося багато проблем. Вирішення цих проблем полягало у навчанні спеціалістів з лісового господарства.

#### Заснування
Початок Лісової освіти в Болехові сягає середини 19 ст. В 1883 році Дирекцією лісів та державних маєтностей Галичини, яка входила в той час до Австро-Угорської імперії, в м. Болехові було засновано третю в усій Австро-Угорській монархії лісову школу, яка називалась тоді Нижча Лісова Школа в Болехові. Вона була другою після Львівської за значенням і готувала лісничих для роботи в державних і приватних лісах краю.
У 1887 році вона була реорганізована у Школу Лісничих в Болехові, а з 1922 року стала Державна Школа для Лісничих в Болехові. Нагляд над Школою виконувала Дирекція Лісів у Львові, а у вищій інстанції — Міністерство сільського господарства. Керівництво школою підпорядковувалось надлісничому Болехівського Надлісництва.
Керівництво в австрійський період
Школою керували почергово: надлісничий Піотр Гірек (від 1883), в 1885 — надлісничий Кароль Гетер, від 1894 р. — Юзеф Петрл.
В 1906 р. цю функцію обіймає Станіслав Щенсьцікєвич і керує школою до 1913 р. Після Першої світової війни в 1922—1923 рр. керівництво здійснює надлісничий в Болехові Станіслав Східлєр, пізніше в 1930—1931 рр. — Густав Паттек.

#### Організація навчального процесу
З 1894 року у Школі викладалися наступні предмети: арифметика, геометрія, вимірювання дерев та інших тіл, природничі науки, креслення, лісокористування, охорона лісів, рибальство, організація лісової служби, перша медична допомога при травмах, фізкультура.
Після реорганізації Школи у Державну Школу для лісничих у 1922 році впроваджуються дещо інші назви і значення предметів.
Вони були поділені на групи: І група: математика, ботаніка, зоологія.
ІІ група: охорона лісу, лісівництво, лісокористування, правознавство.
Новий навчальний рік до 1902 року починався 1 жовтня. Іспити здавали в серпні. В 1902 році початок навчального року було перенесено на 1 вересня, а іспити перенесли на кінець липня. Останній екзамен в Державній лісовій школі в Болехові відбувся у 1938 році. Студенти 1938—1939 навчального року одержали посвідчення про те, що вони прослухали навчальний курс, видане Дирекцією державних Лісів 7 листопада 1939 року. Кандидати на слухачів Лісової Школи в Болехові повинні були мати 18 років, закінчити середню школу, мати один або два роки практичної роботи в лісі.
Станом на 1908 рік в Галичині працювало 163 випускники — вихованці Школи в Болехові.
В часи перед Першою світовою війною про високий рівень вмінь та знань випускників Болехівської Лісової Школи свідчить той факт, що їх із задоволенням приймали на роботу у державні та приватні лісові господарства, віддаючи їм перевагу навіть перед випускниками Крайової Школи Лісового Господарства у Львові. Ці дані найкраще свідчать про значення і рівень школи.
Після 1922 року кількість слухачів збільшилася, відповідно зросла і кількість випускників.
В останні роки існування в ній працювали відомі в майбутньому вчені: директор школи до 1994 року Ю. Д. Третяк — професор, відомий український вчений-лісівник, дендролог і природоохоронець, в 1953—1958 роках ректор Львівського лісотехнічного інституту; викладач школи О. Й. Королевич — професор, завідувач кафедри цього ж інституту та інші.
Випускник школи Я. О. Сабан — доктор с-г наук, академік Лісівничої академії наук України, заслужений діяч науки і техніки, професор Українського державного лісотехнічного університету був ініціатором від¬родження лісової освіти в Болехові і доклав багато зусиль до створення сучасного технікуму. Він був фундатором i брав активну участь у відкритті лісового закладу. Ярослав Олександрович Сабан — автор більше, ніж 200 наукових праць лісівничо-екологічного i лісотаксаційного спрямування. Учений успішно поєднував педагогічну i наукову роботу. Відзначався умінням залучати студентів до наукової діяльності, що дозволило йому успішно здійснювати аспірантську підготовку. Його студенти ставали переможцями всесоюзних та республіканських конкурсів студентських наукових робіт.
За визначні досягнення у справі розбудови національної освіти в Україні, за успіхи у підготовці кадрів вищої кваліфікації, значний науковий доробок та його практичну реалізацію Я.Сабану в 1992 р. Указом Президента присвоєно почесне звання Заслужений діяч науки i техніки України.
Біля школи лісничих був закладений унікальний для Прикарпаття за флористичним складом дендропарк. Це один з найстаріших парків Івано-Франківщини, колекція якого створювалася як з аборигенних деревних порід, так із завезених з Австрії, Швейцарії, Італії.

#### Період Незалежності України
Відродження професійної Лісової школи почалося з 1993 року, коли в Болехові було створено лісовий ліцей-інтернат, а в 1995 році Івано-Франківською обласною радою на базі ліквідованого ліцею створено лісогосподарський технікум. В 1996 році новосформований педагогічний колектив почав працювати в новому вищому навчальному закладі 1-го рівня акредитації. Літом 1998 року відбувся перший випуск молодших спеціалістів.
Визначальним в історі технікуму став 2005 рік. В цьому році студенти та викладачі технікуму стали членами Товариства лісівників України [Архівовано 5 лютого 2020 у Wayback Machine.]. 25 лютого рішенням Загальних зборів Лісівничої Академії Наук України Болехівський лісогосподарський технікум став колективним її членом.
Але головне те, що в липні 2005 року рішенням Івано-Франківсько обласної ради Болехівський лісогосподарський технікум реорганізовано в Прикарпатський лісогосподарський коледж. Розпочався новий етап в житті закладу.

## Відомі викладачі та випускники закладу
Ю. Д. Третяк — професор, відомий український вчений-лісівник, дендролог і природоохоронець, в 1953—1958 роках ректор Львівського лісотехнічного інституту.
О. Й. Королевич — професор, завідувач кафедри Львівського лісотехнічного інституту.
Я. О. Сабан — доктор с-г наук, академік Лісівничої академії наук України, заслужений діяч науки і техніки, професор Українського державного лісотехнічного університету, автор більше, ніж 200 наукових праць лісівничо-екологічного i лісотаксаційного спрямування.